# هاليت سيدني وارد
هاليت سيدني وارد هو محامي وسياسي أمريكي، ولد في 31 أغسطس 1870، وتوفي في 31 مارس 1956 في واشنطن في الولايات المتحدة. نشط حزبياً في الحزب الديمقراطي. وقد انتخب عضو مجلس ولاية كارولاينا الشمالية ‏ وانتخب عضو مجلس النواب الأمريكي.